# Comisión de Actividades Infantiles
La Comisión de Actividades Infantiles, abbreviata comunemente in C.A.I., è una società calcistica argentina con sede nella città di Comodoro Rivadavia, nella provincia di Chubut, in Patagonia. Milita nel Torneo Argentino A, la terza serie del calcio argentino.

## Storia
Il club venne fondato il 10 agosto 1984 come polisportiva giovanile. Nel 1989 vi fu la decisione di dedicarsi esclusivamente al calcio. Si dedica principalmente alla crescita dei giocatori provenienti dalle squadre giovanili.
Disputa la prima partita ufficiale nei campionati argentini il 13 gennaio 1994. Nel giro di otto anni raggiunge Torneo Argentino B, Torneo Argentino A e, quindi, nel 2002 guadagna l'accesso alla Primera B Nacional. Milita in seconda serie per 9 anni, quindi nel 2011 viene nuovamente retrocesso in terza serie, cui l'anno dopo fa seguito l'ulteriore retrocessione nel Torneo Argentino B. Nel 2013 ritorna nel Torneo Argentino A.

## Rose delle stagioni precedenti
- 2011-2012

## Palmarès
- Torneo Argentino A: 2001-2002
- Torneo Argentino B: 2012-2013